# Soldiers Grove
Soldiers Grove é uma vila localizada no estado norte-americano de Wisconsin, no Condado de Crawford.

## Demografia
Segundo o censo norte-americano de 2000, a sua população era de 653 habitantes.
Em 2006, foi estimada uma população de 608, um decréscimo de 45 (-6.9%).

## Geografia
De acordo com o United States Census Bureau tem uma área de
9,2 km², dos quais 9,2 km² cobertos por terra e 0,0 km² cobertos por água.

## Localidades na vizinhança
O diagrama seguinte representa as localidades num raio de 16 km ao redor de Soldiers Grove.